# KMアルミニウム
KMアルミニウム株式会社は、アルミ合金ビレット・スラブ、高純度アルミ、アルミ鋳物用合金、アルミ鍛造用素材、アルミ鋳物製品、半導体製造装置用部品等の製造・販売を行う会社である。

## 概要
1989年2月9日、九州三井アルミニウム工業株式会社として設立され、同年4月1日に旧三井アルミニウム工業株式会社の鋳造事業を引継ぎ営業を開始した。
2015年10月、株式が三井グループ（三井金属鉱業34%、日本コークス工業34%、三井化学27%、三井住友銀行5%）から、日本産業パートナーズ傘下のファンドが出資するケイエムジェイホールディングス2株式会社に譲渡されたことに伴い、KMアルミニウムに称号を変更した。福岡県大牟田市に本社と工場を持つ。

## 主力製品・事業
- 素材

合金ビレット（合金スラブを含む）
高純度アルミ（高純度スラブを含む）
合金インゴット（JIS合金、特殊合金、開発合金など）
高純度アルミニウム素材(4N～5N)
- 半導体機器

アルミ鋳物製品
アルマイト
半導体製造装置用アルミ真空容器
精密加工製品

## 労働問題
- 2018年2月、『労働者が加療2か月の業務上負傷をしたにもかかわらず、必要な療養又は療養の費用負担をしなかったもの』として、労働基準法第75条違反で福岡労働局より平成30年2月13日付けで公表され、送検されている。